# فيروكيلاتاز

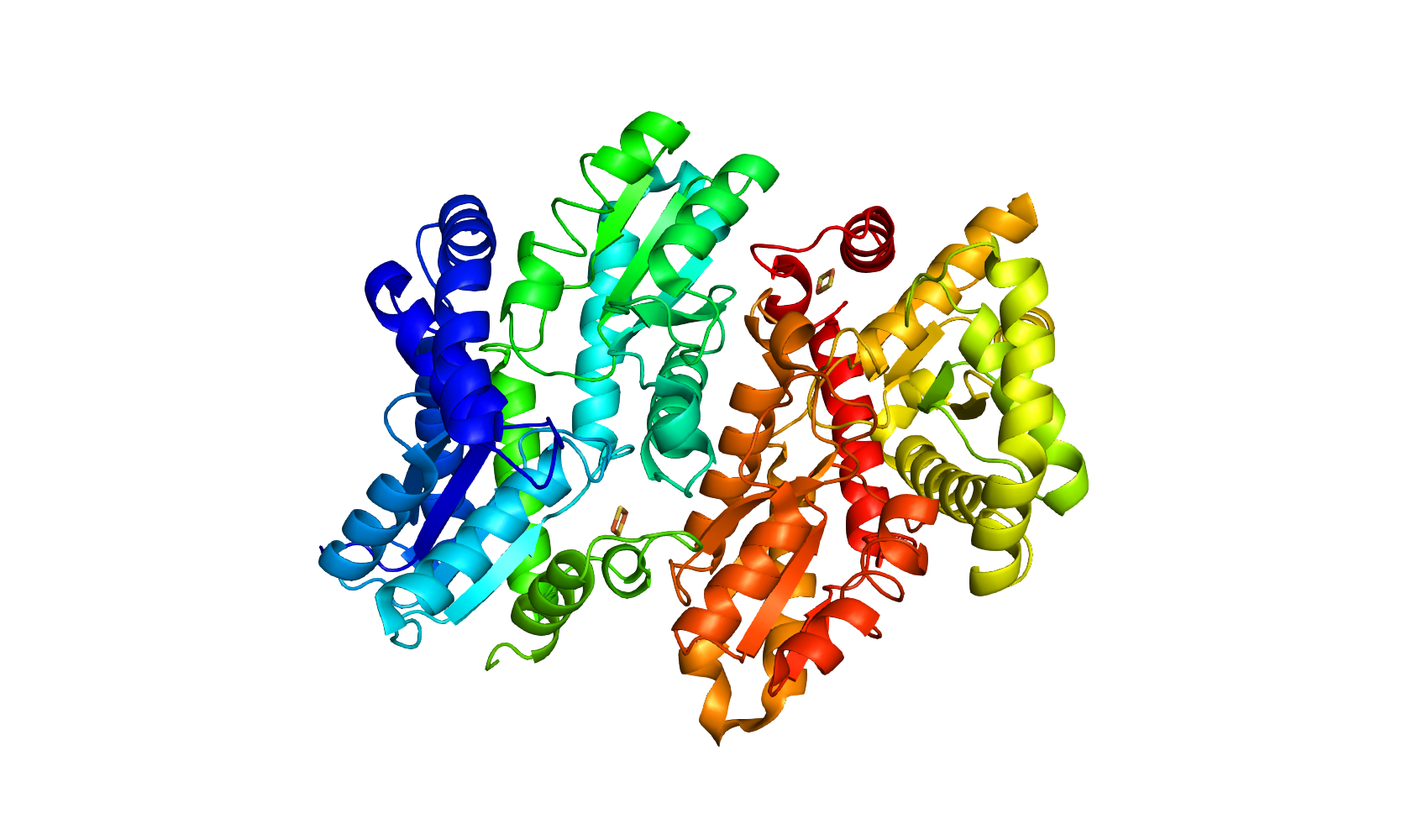
فيروكيلاتاز

فيروكيلاتاز  (ممخلبة الحديد) هو إنزيم يُشفَّر من جين FECH عند البشر.
يحفِّز إنزيم فيروكيلاتاز الخطوةَ الثامنة والأخيرة من التخليق الحيوي لجزيء الهيم وذلك بتحويل بروتوبورفيرين 9 إلى هيم B، حيث يحدث تفاعل استخلاب مع أيونات الحديد الثنائي (الحديدوز):